# スーパーロボット大戦OG外伝
『スーパーロボット大戦OG外伝』（スーパーロボットたいせんオージーがいでん）は、2007年12月27日にバンプレストから発売されたPlayStation 2用のシミュレーションRPGである。

## 概要
「スーパーロボット大戦シリーズ」のカテゴリの一つである「OG（ORIGINAL GENERATION）シリーズ」の一作。『スーパーロボット大戦OG ORIGINAL GENERATIONS』（以下、『OGS』）の続編にあたる。全36話。「日本ゲーム大賞2007」フューチャー部門受賞作品。
『OGS』に収録されていた「エピソード2.5」の完全版に加え、カードゲーム「シャッフルバトラー」や戦闘シーンを閲覧できる「フリーバトル」を収録。OGシリーズの正当な続編だが、外伝と銘打たれている理由について、プロデューサーの寺田貴信は「シナリオ2.5」の完結作でしかないことと、ストーリーが短いためだと語っている。当初はシャッフルバトラーとフリーバトルがメインのファンディスク的なものの予定だったが、『OGS』でのエピソード2.5への反響を受けてエピソード2.5を中心としたソフトにシフトした。
『OGS』同様、特定の主人公は存在していないが、コウタ・アズマとロア、ラウル・グレーデン、フォルカ・アルバークが主軸となって物語は進行する。また、『OGS』には登場しなかった『スーパーロボット大戦MX』のキャラクターや『第3次スーパーロボット大戦α 終焉の銀河へ』のトウマ・カノウらがゲスト出演している。

## あらすじ
インスペクターやアインストとの戦いからしばらく、イージス計画の更なる強化のための新型機のトライアルで突如暴走した新型機は民間人を攫っていった。ハガネとヒリュウ改は攫われた人々を救出するため、ヘルゲートへと向かう。何とか敵の首魁を倒すことに成功するが、直後新たな敵が出現し、撤退を余儀なくされる。さらに宇宙空間に謎の剣状の物体・ソーディアンが出現する。それは新たな敵、修羅とデュミナスとの戦いの幕開けであった。

## 参戦作品

### 一覧
本作はバンプレストオリジナルしか登場しないため、厳密には参戦作品の概念は存在しない。
キャラクター、機体出典は以下の通り。☆はOGシリーズ初登場。
- スーパーロボット大戦シリーズ（ゲーム作品）
  - DC戦争シリーズ
    - 第2次スーパーロボット大戦
    - 第3次スーパーロボット大戦
    - 第4次スーパーロボット大戦
    - スーパーロボット大戦F/完結編

  - αシリーズ
    - スーパーロボット大戦α
    - スーパーロボット大戦α外伝
    - 第2次スーパーロボット大戦α
    - 第3次スーパーロボット大戦α 終焉の銀河へ

  - COMPACTシリーズ
    - スーパーロボット大戦COMPACT2
    - スーパーロボット大戦COMPACT3
    - スーパーロボット大戦IMPACT

  - 任天堂携帯機シリーズ
    - スーパーロボット大戦A
    - スーパーロボット大戦R

  - 魔装機神シリーズ
  - 新スーパーロボット大戦
  - ☆スーパーロボット大戦MX
  - スーパーロボット大戦Scramble Commander
- スーパーロボット大戦シリーズ（メディア作品）
  - スーパーロボット大戦ORIGINAL GENERATION THE ANIMATION
  - スーパーロボット大戦OG -ディバイン・ウォーズ-
  - スーパーロボット大戦OGクロニクル
- コンパチヒーローシリーズ
  - グレイトバトルシリーズ
  - ヒーロー戦記 プロジェクト オリュンポス
- その他
  - スーパーロボットスピリッツ

### パッケージ登場機体
機体の後ろに括弧書きで初登場した作品。
- ART-1（スーパーロボット大戦OG ORIGINAL GENERATIONS）
- アルトアイゼン・リーゼ（スーパーロボット大戦COMPACT2）
- エクサランス・ストライカー（スーパーロボット大戦R）
- コンパチブルカイザー（スーパーロボット大戦OG ORIGINAL GENERATIONS）
- サイバスター（魔装機神 THE LORD OF ELEMENTAL）
- ヤルダバオト（スーパーロボット大戦COMPACT3）
- 龍虎王（スーパーロボット大戦α）

## システム
戦艦援護、防御のシステムが無い以外は『OGS』と同様である。詳しくはスーパーロボット大戦OG ORIGINAL GENERATIONS#システムを参照。

## シャッフルバトラー
本編とは関係なく遊べるトレーディングカードゲームで、1992年にバンプレストから発売された『シャッフルファイト』の戦闘システムを継承している。ユニットカード（HPや攻撃力などのステータスが設定されている）やコマンドカード（本編での精神コマンド的な効果）を交互に使用して相手ユニットカードすべてのHPを0にすると勝利となる。先攻・後攻や攻撃力はダイスを振って決定する。
勝敗に関係なく相手ユニットカードを破壊することでクリアポイントを獲得でき、このポイントを使用して新たなカードを入手できる。こうして作ったカードデッキはメモリーカードにセーブされ、そのデータを持ち寄ることで2人で対戦もできる。ただし対人戦ではクリアポイントは入手できない。
ゲーム雑誌『週刊ファミ通』とのコラボレーションで、同誌のオリジナルロボット「エターナルバンチョー」のカードが登場する。「エターナルバンチョー」とは前作『OGS』の攻略記事に登場したロボットで、デザインは本作のメカデザインをしているバンプレソフトの安藤弘の手による。『週刊ファミ通』紙面での「『OGS』が40万本以上出荷されたら、ファミ通ロボットを出してください」という嘆願が、プロデューサーの寺田の計らいで実現した。2012年に発売された『第2次スーパーロボット大戦OG』では、「エターナルバンチョー」から「Gバンカラン」へ名称を変更しゲーム本編にも登場している。

## フリーバトル
自軍、敵軍のユニットやパイロット、武器、与えたダメージ量などの条件を自由に設定し、『OGS』・『OG外伝』で使用された戦闘アニメーションを見ることができるおまけモード。シャッフルバトラーと同様、本編をクリアすることで新たに選択できるユニットが増える。

## スタッフ
プロデューサー
寺田貴信
宇田歩
じっぱひとからげ
ディレクター
早浚真澄
脚本
千住京太郎
青海研一
石神井練太郎
オリジナルメカニックデザイン
宮武一貴
カトキハジメ
大張正己
大河原邦男
斉藤和衛
青木健太
藤井大誠（レイ・アップ）
大輪充
守谷淳一
富士原昌幸
津島直人
Mがんぢー
射尾卓弥
間垣亮太
高倉武史
八房龍之助
杉浦俊朗
安藤弘
小野聖二
金丸仁
土屋英寛
小林淳
森野健一郎
宝木新太郎
オリジナルキャラクターデザイン
河野さち子（シー・ピー・トムズ）
Mがんぢー
糸井美帆
歌津義明
八房龍之助
白川紋子

## 主題歌
『OGS』と同様。主題歌「Rocks」は、本作でアレンジバージョン「Rocks（Ver.OG）」が最終ステージのBGMとして収録された。ただし「Rocks（Ver.OG）」は『ジ・インスペクター』のサウンドトラックには収録されていない。
どちらもJAM Projectが担当。
- OP「Rocks」
- ED「Portal」

## プロモーション

### テレビCM
阿修羅編
フォルカ・アルバーク役の松本保典が「地球圏を切り裂く巨大な剣〜」とナレーションを行いながらゲーム映像を見せるもの。
目撃編
ソーディアンをバックに「結末を目撃せよ。」という文字が表示された後、ゲームの映像が流れてくるというもの。

### ディスプレイコンテスト
ゲームショップの店頭ディスプレイを表彰するディスプレイコンテストが行われた。

### 購入特典
初回生産分の特典として、設定資料集「Super Robot Wars OG Official Perfect File GAIDEN」が配布された。また、早期購入者キャンペーンとして壁紙が配布されたほか、プレゼントの抽選が行われた。

## 関連商品

### 攻略本
- スーパーロボット大戦OG外伝 プレイヤーズバイブル ISBN 9784757739970
- スーパーロボット大戦OG外伝 パーフェクトバイブル ISBN 9784757740716
- スーパーロボット大戦OG外伝 ザ・コンプリートガイド ISBN 9784840242059
- スーパーロボット大戦OG外伝 パーフェクトガイド ISBN 9784797345698

### CD
スーパーロボット大戦OG ジ・インスペクター オリジナルサウンドトラック
2011年3月23日発売 ランティス
本作では『OGS』の曲に加え追加のBGMが収録されたが、単独のサウンドトラックは発売されずテレビアニメ『スーパーロボット大戦OG -ジ・インスペクター-』のサウンドトラックにボーナストラックとしてその一部が収録された。